# 索尼亞奇涅 (日托米爾區)
50°19′0″N 28°38′26″E / 50.31667°N 28.64056°E
索尼亞奇涅（烏克蘭語：Сонячне），是烏克蘭北部的村莊，隸屬日托米爾州的日托米爾區。該村面積71.8平方公里，海拔高度221米，2001年人口541，人口密度每平方公里7.53人。